# Jacques Loeckx
Jacques Loeckx (* 2. November 1931 in Brüssel; † 4. Januar 2020 in Köln) war ein belgischer Informatiker, der an der Universität des Saarlandes lehrte.

## Leben und Werk
Jacques Loeckx absolvierte ein Ingenieurstudium an der Université libre de Bruxelles und wurde an der Université catholique de Louvain promoviert. Er arbeitete zunächst in der Industrie, war aber auch Lehrbeauftragter an der Technischen Universität Eindhoven in den Niederlanden. Nach 14 Jahren wurde er Hochschullehrer an der Universität Twente in den Niederlanden.
Zu Beginn des Jahres 1972 nahm er einen Lehrstuhl für Informatik an der Universität des Saarlandes an. Er arbeitete in den Bereichen Semantik von Programmiersprachen und Programmverifikation, in denen er zahlreiche Publikationen schrieb.
Jacques Loeckx arbeitete mit Kollegen insbesondere der Technischen Universität München und der Universität Karlsruhe zusammen. Zwischen 1980 und 1990 organisierte er mit Prof. Klaus Indermark von der RWTH Aachen wiederholt einen Workshop zur Semantik von Programmiersprachen in Bad Honnef. Zwischen 2009 und 2011 war er an einem Forschungsprojekt zur Geschichte der Informatik in Belgien beteiligt.
Neben seiner Lehr- und Forschungstätigkeit übernahm Jacques Loeckx an der Universität des Saarlandes auch verschiedene Aufgaben in der akademischen Selbstverwaltung, etwa als Vorsitzender des Prüfungsamtes Informatik und/oder als Prodekan des Fachbereichs Angewandte Mathematik und Informatik.
Jacques Loeckx emeritierte am 31. März 1997. Er starb am 4. Januar 2020 in Köln.

## Publikationen (Auswahl)
- 1976: Algorithmentheorie
- 1984: The Foundations of Program Verifications mit Kurt Sieber
- 1986: Grundlagen der Programmiersprachen mit Kurt Mehlhorn und Reinhard Wilhelm
- 1996: Specification of Abstract Data Types mit Hans-Dieter Ehrich und Markus Wolf